# 阿衣木江
阿衣木江，中华人民共和国政治人物。
1954年，当选第一届全国人民代表大会代表。